# Boarmia postcandida
Boarmia postcandida là một loài bướm đêm trong họ Geometridae.